# Kanał Sió
Kanał Sió (węg. Sió csatorna) – kanał wodny w węgierskim komitacie Somogy, łączący jezioro Balaton z rzeką Sió. Stanowi jedyny odpływ wód z tego jeziora. Początek kanału znajduje się w Siófok na południowym wybrzeżu wschodniej części jeziora, ujście do Sió koło wioski Ádánd, w górnym biegu rzeki (ok. 6 km poniżej jej początku, tj. miejsca z połączenia rzek Jaba i Kis-Koppány). Maksymalna szerokość kanału wynosi 17 m, głębokość ok. 4 m, długość (do rzeki Sió) ok. 12 km.
Pierwotnie w rejonie dzisiejszego Siófoku istniał prawdopodobnie jedyny naturalny wypływ wód z Balatonu, aktywny wówczas, gdy poziom jeziora podnosił się do odpowiedniej wysokości (np. po wiosennych roztopach lub po długotrwałych opadach). Wody spływały wówczas w kierunku południowo-wschodnim, do niedalekiej dzisiejszej rzeki Sió (dawniej – jak świadczy nazwa miasta Siofok – rzeka ta miała początek właśnie w jeziorze). W III w. Rzymianie, władający wówczas tymi terenami, zainteresowani byli żeglugą po Balatonie i połączeniem tego jeziora z Dunajem, dlatego w 292 r. wybudowali w Siófoku pierwszą śluzę. W XVI i XVII w. znaczenie tego miejsca docenili Turcy, którzy mieli tu niewielki port wojenny, strzeżony przez działa nieistniejącego już dziś fortu Foki.
Gdy w 1861 r. wybudowano linię kolejową, biegnącą wzdłuż płaskiego, południowego brzegu Balatonu, istotną stała się możliwość panowania nad poziomem wód jeziora.
W związku z tym do 1863 r. odbudowano śluzy i pogłębiono kanał tak, że poziom wód jeziora obniżony został o ok. 3 m. Od tej pory Balaton przestał być jeziorem bezodpływowym, zaś kanał Sió jest obecnie jedynym odpływem Balatonu. Śluzy w Siofok umożliwiają obecnie regulację poziomu jeziora w zakresie 1,1 m.
W węgierskiej Wikipedii uznaje się kanał za początkowy odcinek rzeki Sió.